# كاي كنودسن
كاي كنودسن هو محامي وقاضي وسياسي نرويجي، ولد في 25 يونيو 1903 في فاردو في النرويج، وتوفي في 3 مارس 1977. نشط حزبياً في حزب العمال.

## مناصب
- انتخب  (23 يناير 1955 – 31 ديسمبر 1955).
- انتخب Minister of Justice and Public Security [الإنجليزية]‏ (20 ديسمبر 1952 – 15 يونيو 1954).
- انتخب وزير الدفاع [الإنجليزية]‏ (15 يونيو 1954 – 22 يناير 1955).
- انتخب نائب عضو برلمان النرويج  [لغات أخرى]‏ عن دائرة Market towns of Telemark and Aust-Agder counties [الإنجليزية]‏ وقد انضم خلال فترته النيابية ‏ (1945 – 1949) للكتلة البرلمانية حزب العمال.
- انتخب  (1 أبريل 1948 – 18 أكتوبر 1952).